# Iñaki Aiarzaguena
Iñaki Aiarzaguena Urkidi (Zaldívar, 30 de julio de 1969) es un exciclista español, profesional entre los años 1992 y 1998, durante los que consiguió 2 victorias.

## Palmarés
1996
- Memorial Manuel Galera
- Subida al Txitxarro

## Resultados en Grandes Vueltas y Campeonato del Mundo
Durante su carrera deportiva ha conseguido los siguientes puestos en las Grandes Vueltas y en los Campeonatos del Mundo en carretera:
| Carrera         | 1992 | 1993 | 1994 | 1995 | 1996 | 1997 | 1998 |
| --------------- | ---- | ---- | ---- | ---- | ---- | ---- | ---- |
| Giro de Italia  | -    | -    | -    | -    | -    | -    | -    |
| Tour de Francia | -    | -    | -    | -    | -    | -    | -    |
| Vuelta a España | -    | -    | -    | 40.º | 28.º | 31.º | 23.º |
| Mundial en Ruta | -    | -    | -    | -    | -    | -    | -    |

-: No participa

Ab.: Abandono

## Equipos
- ONCE (1992-1995)
- Euskadi (1996-1997)
- Euskaltel-Euskadi (1998)